# Takahiro Kunimoto
Takahiro Kunimoto (邦本 宜裕 Kunimoto Takahiro?, Fukuoka, 8 de octubre de 1997) es un futbolista japonés que juega como delantero en el Liaoning Iron Man F. C. de la Primera Liga China.

## Trayectoria

### Clubes
| Club                      | País          | Año       |
| ------------------------- | ------------- | --------- |
| Avispa Fukuoka            | Japón         | 2015-2017 |
| J. League sub-22 (cedido) | Japón         | 2015      |
| Gyeongnam F. C.           | Corea del Sur | 2018-2019 |
| Jeonbuk Hyundai Motors    | Corea del Sur | 2020-2022 |
| Casa Pia A. C.            | Portugal      | 2022-2023 |
| Johor Darul Takzim F. C.  | Malasia       | 2023      |
| Liaoning Iron Man F. C.   | China         | 2024-     |

## Palmarés

### Títulos nacionales
| Título               | Club                     | País          | Año  |
| -------------------- | ------------------------ | ------------- | ---- |
| K League 1           | Jeonbuk Hyundai Motors   | Corea del Sur | 2020 |
| Korean FA Cup        | Jeonbuk Hyundai Motors   | Corea del Sur | 2020 |
| K League 1           | Jeonbuk Hyundai Motors   | Corea del Sur | 2021 |
| Superliga de Malasia | Johor Darul Takzim F. C. | Malasia       | 2023 |
| Copa de Malasia      | Johor Darul Takzim F. C. | Malasia       | 2023 |